# Кічук Ярослав Валерійович
Ярослав Валерійович Кічук (нар. 22 вересня 1975, Ізмаїл,  Одеська обл.) — український науковець, громадський діяч, ректор Ізмаїльського державного гуманітарного університету, доктор педагогічних наук, професор.

## Життєпис
У 1997 закінчив Ізмаїльський державний педагогічний інститут, факультет іноземних мов, у 1999 — Одеську державну юридичну академію.
У 2002 році захистив кандидатську дисертацію на тему «Соціально-педагогічні умови формування правосвідомості майбутніх учителів у педагогічних коледжах», у 2010 захистив докторську дисертацію на тему «Теоретичні і методичні засади формування правової компетентності майбутнього соціального педагога в умовах університетської освіти» в Київському національному університеті ім.  Т.Г.Шевченка.
З 2002 по 2010 був доцентом кафедри суспільних наук Ізмаїльського державного гуманітарного університету, викладав правові дисципліни.
У 2011 призначений деканом факультету економіки та інформатики Ізмаїльського державного гуманітарного університету. 
З 2014 виконувач обов'язків, з 2015  ректор Ізмаїльського державного гуманітарного університету. Також є професором кафедри української та всесвітньої історії та культури.

## Родина
Матір: Кічук Надія Василівна (нар. 1952) — український науковець і педагог. Доктор педагогічних наук (1993), професор (1994).
Одружений з Тетяною Лесіною. У подружжя двоє дітей: дочка Олеся і син Андрій.

## Громадська і політична діяльність
У 2002 був кандидатом в народні депутати, балотувався самовисуванцем по 140-му мажоритарному округу, набрав 2,29% голосів і посів 6-е місце.
Є головоюї мережі проєвропейських організацій України, президентом Благодійної організації «Фонд друзів дітей», головою Громадської організації «Центр розвитку Бессарабії», співзасновником Громадської організації «Ротарі клуб Ізмаїл», керівником Ізмаїльської філії «Болгарське народне зібрання».

## Відзнаки
У 2017 році в Українській Бессарабії був обраний Людиною року.